# Alban Ceray
Alban Ceray, de son vrai nom Alban Seggiaro Raybaud,  est un acteur pornographique franco-monégasque, né le 3 janvier 1945 à Monaco.

## Biographie
Né sujet monégasque, il est adopté par une riche famille française de la Côte-d'Azur, et grandit dans l'arrière-pays niçois. Il perd cependant ses parents adoptifs alors qu'il est encore très jeune. Il se lance ensuite dans les affaires, mais sa jeunesse et son manque d'expérience le conduisent à être escroqué et spolié de l'argent familial. Il passe alors des années difficiles, en vivant de petits boulots. Dans les années 1970, alors qu'il tient une boutique d'antiquités à Paris, le patron d'un théâtre érotique situé non loin de son magasin lui propose de remplacer au pied levé un acteur. Il accepte et poursuit dans cette activité, l'argent gagné lui permettant d'acheter des objets pour les revendre dans son commerce. De fil en aiguille, il commence à tenir des rôles dans des films X.
Considérant le cinéma pornographique, à l'époque des combats pour la liberté sexuelle et la libération de la femme, comme « [sa] manière d'être à contre-courant de la normalité, de provoquer », il apparaît dans de très nombreux films, devenant un visage emblématique du X français des années 1970-80. Incidemment, il a à l'époque un air de famille avec Bernard Pivot, ce qui est une source de plaisanteries avec ses collègues. On lui attribue jusqu'à 800 films. Tournant devant la caméra des principaux réalisateurs français du genre, comme Frédéric Lansac, Gérard Kikoïne ou Burd Tranbaree, il partage l'écran avec des vedettes féminines de l'époque comme Brigitte Lahaie, Marilyn Jess, Cathy Stewart, Erika Cool, etc.
Dans son autobiographie Du lit au divan, Alban Ceray donne des indications sur les performances que l'on attendait de lui concernant les éjaculations : « En règle générale, il y avait au moins deux éjaculations par jour prévues sur le tournage. Lorsque j'étais psychologiquement en forme, ça ne présentait pour moi aucune difficulté. La fonction crée l'organe : entre le tournage et la nuit dans un club, je crois qu'il m'est arrivé d'éjaculer dix-huit fois dans une journée – et si je donne cette précision, c'est pour laisser entendre que les possibilités sexuelles de tout homme sont bien au-delà de ce qu'on imagine. ». Toujours dans son autobiographie, Alban Ceray revendique avoir eu des rapports sexuels avec plus de dix mille femmes entre sa carrière d'acteur pornographique et celle de « metteur d'ambiance » dans des « boîtes à partouzes ». Ce nombre est à rapprocher des huit mille femmes revendiquées par l'acteur pornographique Richard Lemieuvre .
Alban Ceray se retire progressivement des plateaux de tournage à partir du milieu des années 1980. Il tient un temps un club échangiste à Paris, puis travaille à Monaco dans le commerce de bijoux, partageant son temps entre la Principauté et la ville de Brest. Il continue par ailleurs de faire à l'occasion des apparitions dans des films X, parfois sans participer aux scènes sexuelles (Max, portrait d'un serial-niqueur, 2000), parfois en y participant (Les Tontons tringleurs, 2000, Le Camping des foutriquets, 2007). On le voit encore en 2011 dans le film DXK, inspiré de l'affaire Dominique Strauss-Kahn, où il tient le rôle de l'avocat du prévenu.

## Filmographie partielle
- 1975 : Africa fuckdreams de Mike Hunter
- 1975 : Hot sisters
- 1976 : Mains douces et lèvres chaudes d'Henri Sala
- 1976 : La Comtesse Ixe ou Sueurs chaudes de Jean Rollin
- 1976 : Amours Collectives de Jean-Pierre Bouyxou
- 1977 : Qui m'aime me suce de Maxime de Best
- 1977 : Perversions pornographiques de Michel Barny
- 1977 : La Fille à la fourrure ou Le délire des sens de Claude Pierson
- 1977 : Belles d'un soir de Frédéric Lansac
- 1977 : Parties fines de Gérard Kikoïne
- 1977 : Jouir jusqu'au délire de Gérard Vernier
- 1977 : Insomnies sous les tropiques de Frédéric Lansac
- 1977 : Les Plaisirs fous de Georges Fleury
- 1977 : Perversités suédoises de Jean-Claude Roy : Joseph
- 1977 : Helga, la louve de Stilberg d'Alain Payet
- 1977 : Indécences 1930 de Gérard Kikoïne
- 1977 : Cathy, fille soumise de Bob w. Sanders (Robert Renzulli)
- 1978 : Nathalie dans l'enfer nazi d'Alain Payet
- 1978 : Call Girls de luxe de Gérard Kikoïne
- 1978 : La Clinique des fantasmes / La Clinique des phantasmes, avec Brigitte Lahaie, Richard Allan, Guy Bérardant et Alban Ceray
- 1979 : Les Soirées d'un couple voyeur de Patrick Aubin
- 1979 : Accouplements pour voyeurs de Patrick Aubin
- 1980 : Les Petites Écolières de Frédéric Lansac
- 1980 : Croisière pour couple en chaleur de Burd Tranbaree
- 1981 : Vacances sexuelles de Gérard Loubeau
- 1981 : Hôtel bon plaisir de Michel Barny
- 1982 : Les Femmes mariées de Burd Tranbaree
- 1982 : Vacances à Ibiza de Julien Guetta
- 1982 : Dans la chaleur de Saint-Tropez (ou Attention fillettes) de Gérard Kikoïne : le patron
- 1983 : Le Lit d'Élodie de Marc Dorcel
- 1983 : Jeunes Danoises au pair de Jean-Claude Roy
- 1984 : Le Fruit du désir de Jean-Luc Brunet
- 1987 : Traci, I Love You (Traci, je t'aime) de Jean-Pierre Floran
- 1994 : Les Visiteuses d'Alain Payet
- 2000 : Les Tontons tringleurs d'Alain Payet
- 2007 : Le Camping des foutriquets de Yannick Perrin
- 2011 : Hard, saison 2, épisode 11 (dans son propre rôle)
- 2011 : DXK de Christophe Clark
- 2018 : L'amour est une fête de Cédric Anger

## Autobiographie
- Alban Ceray, Du lit au divan, La Table Ronde, 1992  (ISBN 978-2-710305-194).